# Lex Immers
Alexander "Lex" Immers (ur. 8 czerwca 1986 w Hadze) – holenderski piłkarz grający na pozycji ofensywnego pomocnika lub napastnika.

## Kariera klubowa
Swoją karierę piłkarską Immers rozpoczynał w takich klubach jak LENS, DSO i Vredenburch. Następnie podjął treningi w szkółce ADO Den Haag. W sezonie 2007/2008 awansował do kadry pierwszego zespołu ADO. 24 sierpnia 2007 zadebiutował w jego barwach w drugiej lidze holenderskiej w zrmeisowanym 2:2 wyjazdowym meczu z RKC Waalwijk. W sezonie 2007/2008 awansował z ADO z drugiej do pierwszej ligi. W zespole ADO występował do końca sezonu 2011/2012. W klubie tym rozegrał 145 meczów i strzelił 25 goli.
Latem 2012 roku Immers przeszedł do Feyenoordu. W Feyenoordzie swój debiut zaliczył 12 sierpnia 2012 w wygranym 1:0 wyjazdowym meczu z FC Utrecht. 26 sierpnia 2012 strzelił swojego pierwszego gola w barwach Feyenoordu w zwycięskim 2:1 wyjazdowym spotkaniu z Heraclesem Almelo.
W 2016 Immers został wypożyczony do Cardiff City. W 2017 roku najpierw grał w Club Brugge, a następnie trafił do ADO Den Haag.
| Sezon   | Klub         | Kraj     | Rozgrywki      | Mecze | Bramki |
| ------- | ------------ | -------- | -------------- | ----- | ------ |
| 2007/08 | ADO Den Haag | Holandia | Eerste divisie | 31    | 5      |
| 2008/09 | ADO Den Haag | Holandia | Eredivisie     | 27    | 3      |
| 2009/10 | ADO Den Haag | Holandia | Eredivisie     | 26    | 1      |
| 2010/11 | ADO Den Haag | Holandia | Eredivisie     | 30    | 7      |
| 2011/12 | ADO Den Haag | Holandia | Eredivisie     | 31    | 8      |
| 2012/13 | Feyenoord    | Holandia | Eredivisie     | 32    | 12     |
| 2013/14 | Feyenoord    | Holandia | Eredivisie     | 32    | 12     |
| 2014/15 | Feyenoord    | Holandia | Eredivisie     | 30    | 7      |
| 2015/16 | Feyenoord    | Holandia | Eredivisie     | 6     | 0      |
| 2015/16 | Cardiff City | Anglia   | Championship   | 15    | 5      |
| 2016/17 | Cardiff City | Anglia   | Championship   | 13    | 0      |
| 2016/17 | Club Brugge  | Belgia   | Eerste klasse  | 10    | 1      |
| 2017/18 | ADO Den Haag | Holandia | Eredivisie     |       |        |